# Tłumik kombinowany
Tłumik kombinowany – urządzenie, które tłumi dźwięki w szerokim zakresie częstotliwości. Poruszające się z dużą prędkością spaliny dopływają do tłumika rurą dolotową, gdzie zachodzą procesy tłumienia. Niezależnie od konstrukcji tłumika płaszcz obudowy może składać się z pojedynczej lub podwójnej warstwy blachy.